# Ámbar La Fox
Amanda Lafausse, más conocida como Ámbar La Fox (Buenos Aires, 10 de febrero de 1935 - Buenos Aires, 8 de diciembre de 1993), fue una vedette, actriz, bailarina, acróbata y cantante argentina. Es la madre de la vedette y actriz Reina Reech y abuela de la actriz Juana Repetto.

## Biografía
En 1977 protagonizó el show teatral Chicago con Nélida Lobato. También fue reconocida como actriz de cine y de shows musicales por televisión como Sugar, Buenas noches Buenos Aires y Sexitante, con Adriana Aguirre, Juan Carlos Calabró, Carmen Barbieri, Yeni Patiño y Darío Vittori.
Su hija Reina Reech siguió sus pasos artísticos (y también los de su padre, el acróbata Alejandro Maurín). Reech es habitué de los castings de numerosos filmes, en televisión y en teatro. 
Gran parte de la carrera fílmica de La Fox fue protagonizando comedias de tono adulto, en papeles opuestos a Alberto Olmedo y a Jorge Porcel.
En televisión se lució en Canal 9, donde la presentaban como Ámbar "La sexy" La Fox en la Microrrevista Porteña, con Adolfo Stray y el dúo cómico Buono-Striano.
Tuvo un rol de cantante que le permitió lucirse tanto en el escenario como en la pantalla chica, imponiendo temas como Tanto control y Mami.
Estuvo casada en dos oportunidades, la primera con el acróbata Alejandro Maurín y la segunda con el pianista y director de orquesta Bubby Lavecchia.
Falleció a causa de cáncer de pulmón, provocado por contraer VIH/SIDA en un consultorio odontológico donde se realizó un trabajo de implantes dentales. Por pedido expreso de ella misma, le pide a su médico que en su certificado de defunción no fuesen detallados los orígenes de su enfermedad terminal.

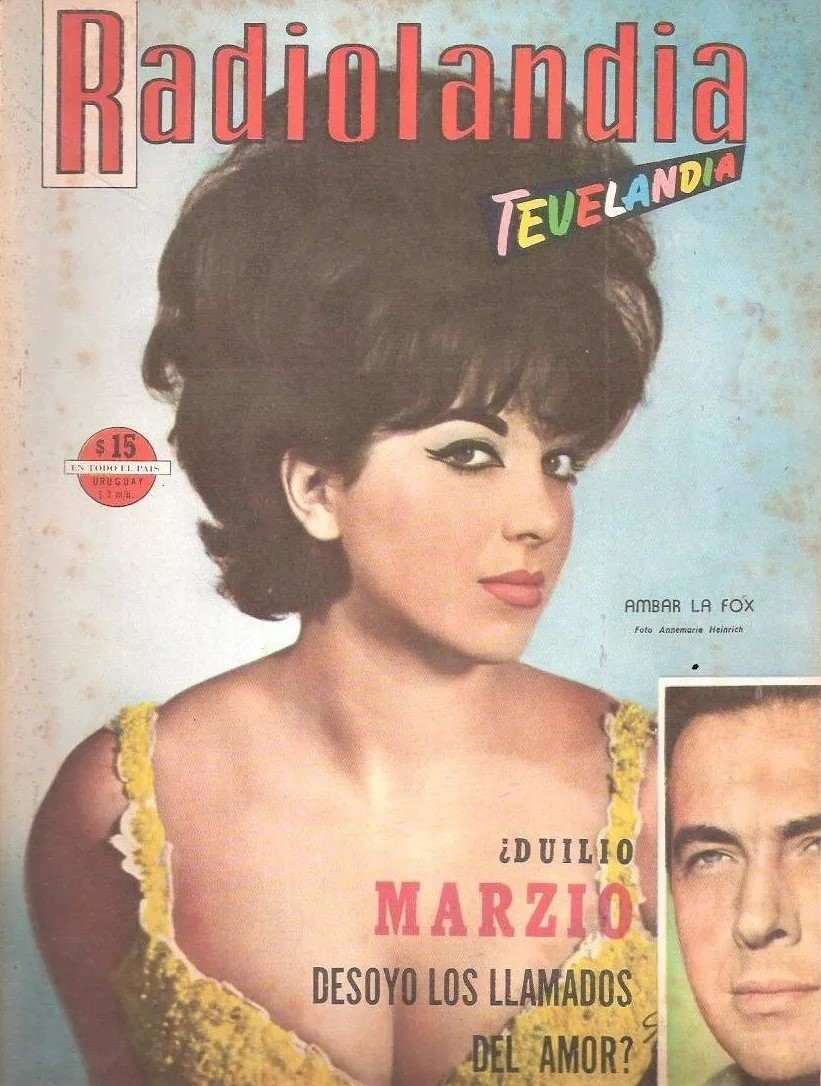
Ámbar La Fox en una tapa de la revista Radiolandia, año 1964.

## Filmografía
- Villa Cariño está que arde  (1968)
- Orden de matar  (1965)
- Cuidado con las colas  (1964)
- Buenas noches, Buenos Aires  (1964)
- Disloque en Mar del Plata  (1964)
- Las mujeres los prefieren tontos o Placeres conyugales (1964)
- Dr. Cándido Pérez, señoras  (1962)

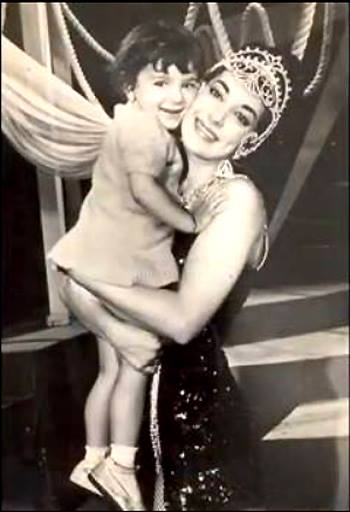
Ámbar La Fox junto a su hija Reina Reech durante una obra teatral en 1964.

## Televisión
- 1959: Historia de jóvenes
- 1960: Telecómicos
- 1961: El show de Antonio Prieto
- 1963: Sábados circulares
- 1964: Sábados Gigantes (Chile)
- 1965: The Tonight Show (Estados Unidos)
- 1968: Vivir es una comedia (Uruguay)
- 1968/1971: Sábados de la bondad
- 1968/1973: Viernes de Pacheco
- 1969/1970: La baranda
- 1970: Domingo de fiesta (Uruguay)
- 1970: La foto
- 1971: Alta comedia
- 1971: El mundo de Nélida Lobato
- 1973: El mundo del espectáculo
- 1973/1976: El chupete
- 1974: Porcelandia
- 1974: El gran Marrone
- 1976: Fantástico (Brasil)
- 1976: El show de Eber y Nélida Lobato
- 1977: Esta noche...fiesta (España)
- 1978: El tío Porcel
- 1978: 300 Millones (España)
- 1979: Lunes Gala (Chile)
- 1981: Sabor Latino (Chile)
- 1981: La gran noche (Chile)
- 1981: Nuestra hora (Chile)
- 1982: Noche de gigantes (Chile)
- 1982: Quinta Teletón (Chile)
- 1983: Martes 13 (Chile)
- 1984: El show de Gloria (Chile)
- 1985: No toca botón
- 1986: Sábado Sensacional (Venezuela)
- 1986: El show de las estrellas (Colombia)
- 1990: Una vez más (Chile)
- 1992: Zona de riesgo II[1]

## Teatro
En teatro se destacó en las obras:
- El dolce veto (1960).
- Boeing-Boeing (1960) con Osvaldo Miranda y Beatriz Bonnet.
- Los cohetes del Maipo (1961), con la "Compañía de grandes revistas de Dringue Farías", con Susana Brunetti, Vicente Rubino, Rafael Carret, Alfredo Barbieri y Don Pelele.
- Locuras de primavera (1961).
- Mi bella revista (1962).
- Buenas noches Buenos Aires (1964), con Tito Lusiardo, Hugo del Carril, Néstor Fabián y Beba Bidart.[2]
- Que noche (1966), en el Teatro Tabarís, con Juan Verdaguer, Joe Rigoli, Alba Solís y Maurice Jouvet.[3]
- El vicario (1966), obra que fue prohibida.[4]
- Risotadas de Olmedo y Porcel (1974).
- La... la... la Inflación (1975), con Alfredo Barbieri y Vicente Rubino.
- Chicago (1977), junto a Nélida Lobato, con adaptación de Enrique Pinti.
- Sugar (1986), con Susana Giménez y Ricardo Darín
- Maipísimo (1987), con Hugo del Carril, Amparito Castro, Hilda Mayo y Pedro Sombra.[5]
- Buenos Aires versus París (1988) de Carlos A. Petit y Francisco Reimundo.[6]
- Gipsy (1992).